# Ojneus
Ojneus (gr. Οἰνεύς Oineús, łac. Oeneus) – w mitologii greckiej król Kalidonu.
Uchodził za męża Altei (Altaja) oraz ojca Meleagra i Dejaniry. Jako pierwszy człowiek potrafił uprawiać winorośl i otrzymywać wino (nauczył go tego Dionizos). Obraził Artemidę, pomijając ją przy składaniu ofiar. Bogini zesłała więc do jego kraju dzika kalidońskiego.